# Woburn Sands
Woburn Sands est une ville d'Angleterre dans le Buckinghamshire.

## Personnalités liées
- Greg Rutherford, athlète britannique spécialiste du saut en longueur,  vit dans la ville.